# Paibu (köpinghuvudort i Kina, Jiangxi Sheng, lat 28,43, long 114,25)
Paibu är en köpinghuvudort i Kina. Den ligger i provinsen Jiangxi, i den sydöstra delen av landet, omkring 160 kilometer väster om provinshuvudstaden Nanchang. Antalet invånare är 10 101. Befolkningen består av 4 599 kvinnor och 5 502 män. Barn under 15 år utgör 21,0 %, vuxna 15-64 år 70 %, och äldre över 65 år 7,0 %.
Runt Paibu är det ganska tätbefolkat, med 248 invånare per kvadratkilometer. Närmaste större samhälle är Zhangfang, 18,5 km sydväst om Paibu. I omgivningarna runt Paibu växer i huvudsak blandskog.
Genomsnittlig årsnederbörd är 2 205 millimeter. Den regnigaste månaden är maj, med i genomsnitt 372 mm nederbörd, och den torraste är oktober, med 50 mm nederbörd.